# Петухово (село, Томський район)
Петухо́во (рос. Петухово) — село у складі Томського району Томської області, Росія. Входить до складу Богашовського сільського поселення.

## Населення
Населення — 626 осіб (2010; 591 у 2002).
Національний склад (станом на 2002 рік):
- росіяни — 90 %